# Ediciones Galaor
Galaor fue una editorial española, ubicada en Barcelona y activa entre 1963 y 1970, desplegó diversas colecciones, todas orientadas a un mercado de lectores popular. Publicó títulos de ciencia ficción Interestelar 3000, Hero man, del Oeste Jerónimo, Búfalo Bill. 
Aunque aspiraba al éxito popular con títulos y series orientados a los gustos mayoritarios en la época (temáticas del Oeste o ciencia ficción), también cultivó temas poco habituales en el mercado de la historieta, de carácter histórico: la serie Batallas decisivas, El Cid. Su mayor éxito fue la biografía (inacabada) del jefe indio apache Jerónimo.
Consiguió ciertos éxitos comerciales relativos, sin llegar a posicionarse como una referencia importante y fue arrastrada por los errores de gestión y los problemas del sector a principio de los años 70.

## Trayectoria
Galaor fue fundada en 1963 por Manuel Ríos Aznar.. Entre sus series, todas de acción y grafismo realista, destacan:
| Título                             | Fecha    | Formato | Guion | Dibujo                                                                                                | Números | Periodicidad | Páginas | Precio        | Género          |
| ---------------------------------- | -------- | ------- | ----- | --- | ------- | ------------ | ------- | ------------- | --------------- |
| Jerónimo                           | 03/1963- | 17x24   | Ríos  | Nº 01 al 16: Francisco Agrás, Nº 17 al 32: Ricard/Jaume Desolá, Nº 33 al 65: Joan Pujol/Xavier Molas. | 65      | Semanal      | 12      | 2 a 2'5 ptas. | Oeste           |
| Batallas decisivas de la humanidad | 1965     |         |       | Beaumont                                                                                              |         |              |         |               | Bélica          |
| Buffalo Bill                       | 1965     |         |       | Joaquín Blázquez                                                                                      |         |              |         |               | Oeste           |
| Ben-Hur                            | 1968     |         |       | Joaquín Blázquez                                                                                      |         |              |         |               | Histórico       |
| Interestelar 3000                  | 1968     |         |       | Francisco Agrás                                                                                       |         |              |         |               | Ciencia ficción |
| La tierra del futuro               | 1969     |         |       | Joan Boix                                                                                             |         |              |         |               | Ciencia ficción |